# Auhof (Niederachdorf)
Auhof, auch Au oder Aubauer genannt, war eine Einöde und ein Ortsteil der ehemaligen Gemeinde Niederachdorf im oberpfälzischen Landkreis Regensburg.
Der Ort gehörte zur katholischen Pfarrgemeinde Aholfing und wurde in der Matrikel 1838 des Bistums Regensburg noch nicht verzeichnet, erstmals dann 1860. Das Anwesen wurde offensichtlich um 1913 aufgelassen, da sich in den Volkszählungsdaten ab 1925 und der Matrikel von 1916 keine Hinweise mehr auf den Ort ergeben, der Ort jedoch noch in "Meyers Orts- und Verkehrs-Lexicon" von 1913 gelistet ist.

## Lage
Auhof lag in der "Unteren Au", zwischen den Orten Aholfing und Irling. Die Position des in der Uraufnahme und einem Halbblatt dargestellten Anwesens liegt heute auf dem Gebiet der Gemeinde Aholfing.

## Einwohnerentwicklung
- 1860: 0.08 Einwohner[4]
- 1861: 0.06 Einwohner[9]
- 1871: 0.03 Einwohner[2]
- 1875: 0.05 Einwohner[10]
- 1885: 0.04 Einwohner[11]
- 1900: 0.05 Einwohner[1]